# Pierre Nkurunziza
Pierre Nkurunziza, né le 18 décembre 1964 à Ngozi et mort le 8 juin 2020 à Karuzi, est un homme d'État burundais.
Il dirige le principal groupe armé de la rébellion hutu pendant la guerre civile burundaise. Membre du Conseil national pour la défense de la démocratie-Forces pour la défense de la démocratie (CNDD-FDD), il est élu président de la république du Burundi en 2005, puis est réélu en 2010 et 2015. Il meurt peu avant la fin de son troisième mandat et la passation du pouvoir à Évariste Ndayishimiye, son successeur élu.

## Biographie

### Jeunesse
Le père de Pierre Nkurunziza est hutu et sa mère tutsie.
Son père, Eustache Ngabisha, est commissaire d'arrondissement de la province de Ngozi où la famille s'est établie. En 1965, il est élu au parlement du royaume du Burundi dirigé par le roi Mwambutsa IV Bangiricenge. Il est tué en 1972, au moment des massacres des Hutu qui font près de 100 000 morts en quelques semaines. Pierre n'a que huit ans et grandit dans un quartier mixte où les deux communautés n'étaient pas encore séparées par les massacres des années 1990. Sportif, il est surnommé Black Panther en raison de son intérêt pour les mouvements d'émancipation des Noirs américains. Ne pouvant devenir officier en raison de la ségrégation contre les Hutus, il s'engage dans des études sportives et devient en 1991 professeur de gymnastique à l'université.

### Rébellion
En 1995, recherché par des tueurs, il rejoint la rébellion des Forces de défense de la démocratie (FDD), créée deux ans plus tôt après l'assassinat de Melchior Ndadaye le 21 octobre 1993, le premier président hutu du pays. Après quelques mois de guérilla, il est grièvement blessé mais en réchappe.
Nkurunziza est condamné à mort en 1996 (1997 ou 1998) par la justice burundaise pour sa responsabilité dans la pose de mines anti-char ayant fait des dizaines de morts dans la capitale Bujumbura en 1995.
Il s'élève dans la hiérarchie et avec le soutien d'Hussein Radjabu, prend la tête des FDD en 2001, après avoir été désigné secrétaire général adjoint en 1998. Le CNDD-FDD connaît une scission en 2001.
Nkurunziza et les FDD refusent de participer aux négociations qui aboutissent à l'accord de paix d'Arusha de 2000 entre partis politique burundais et qui marque le début de la fin de la guerre civile burundaise.
En décembre 2002, Nkurunziza signe à Arusha un accord de cessez-le-feu avec le président Buyoya mais les FDD continuent les combats contre l'armée régulière,.
À l'initiative des chefs d'État de la région, le président burundais Domitien Ndayizeye et Nkurunziza, négocient et signent un accord de paix, dit accord de Prétoria, en novembre 2003 sur la base d'une répartition du pouvoir politique, militaire et économique sur une base ethnique. Les FDD se transforment en parti politique : le Conseil national pour la défense de la démocratie-Forces pour la défense de la démocratie (CNDD-FDD), Nkurunziza est provisoirement amnistié et devient ministre d'État, ministre de la bonne gouvernance et de l’inspection générale de l'État.

### Président de la République

#### Premier mandat
Le CNDD-FDD remporte de manière démocratique les élections législatives du 4 juillet 2005. Lors de l'élection présidentielle du 19 août 2005, l'Assemblée nationale et le Sénat réunis en congrès élisent Nkurunziza président pour un mandat de cinq ans rééligible une seule fois. Il prête serment le 26 août. 162 parlementaires votent pour Nkurunziza, neuf contre et deux s'abstiennent. Ce scrutin constitue l'étape finale du processus de paix.
Durant son premier mandat, il mène des réformes dans les secteurs de l'éducation et de la santé. Au même moment, il s'émancipe du groupe d'officiers qui détient le pouvoir réel, tandis que le parti au pouvoir s'ancre localement, notamment dans les zones rurales.

#### Deuxième mandat
Un congrès extraordinaire du Conseil national pour la défense de la démocratie/Forces de défense de la démocratie (CNDD-FDD) désigne le 24 avril 2010, Nkurunziza comme candidat du CNDD-FDD pour briguer un second mandat à la tête du pays à l'élection présidentielle du 28 juin 2010.

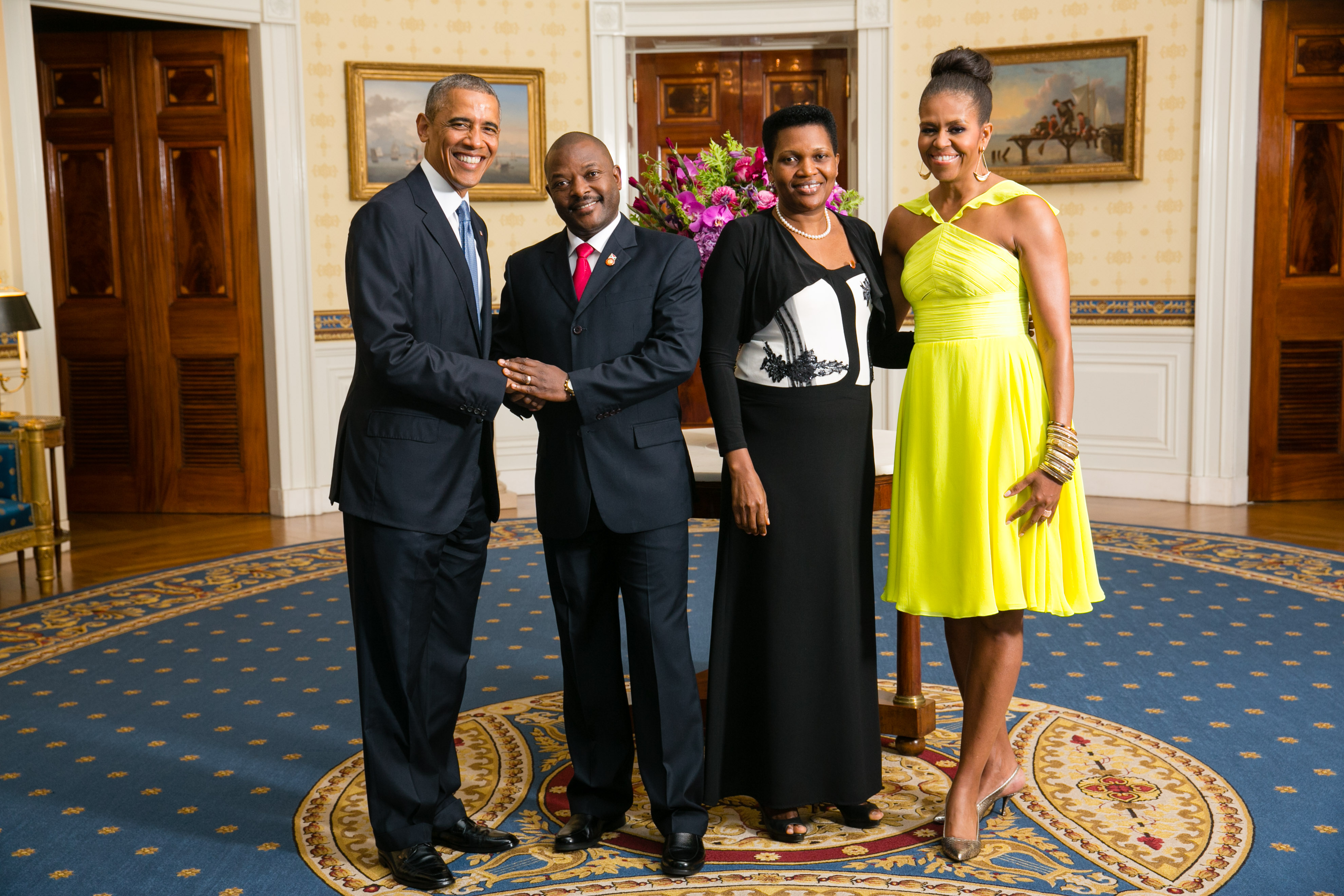
Le couple Nkurunziza avec le couple présidentiel américain en 2014.

Les principaux partis de l'opposition burundaise, divisés, refusent de participer à l'élection présidentielle du 28 juin 2010 et dénoncent des fraudes lors des élections municipales de mai (le CNDD-FDD a remporté de façon écrasante à la surprise générale les municipales avec 64 % des voix et le déroulement de l'élection est jugé correct en regard des standards internationaux par les observateurs de l'Union européenne,,). La campagne est émaillée d'incidents, plusieurs membres de l'opposition sont arrêtés. Pierre Nkurunziza est réélu président en 2010 avec plus de 91 % des voix, étant le seul candidat de l'élection. Dans la foulée, les libertés sont restreintes.
Le 21 mars 2014, le Parlement rejette une révision de la Constitution permettant à Nkurunziza de briguer un troisième mandat.
En juin 2014, Nkurunziza interdit le jogging par crainte qu'il soit utilisé comme couverture pour des activités subversives.

#### Crise de 2015 et troisième mandat
Pierre Nkurunziza décide en 2015 de briguer un troisième mandat à la présidence de la République, ce qui est contraire à l'article 96 de la constitution du Burundi, promulguée en mars 2005. Sa candidature est néanmoins validée par une décision controversée de la Cour constitutionnelle. Le 25 avril 2015, il s'impose comme candidat à l'élection présidentielle du 26 juin 2015 du Conseil national pour la défense de la démocratie-Forces de défense de la démocratie (CNDD-FDD), provoquant une scission du parti, des heurts et les protestations de l'opposition.
Le 13 mai 2015, Pierre Nkurunziza, en déplacement pour un sommet à Dar es Salam sur la situation de crise de son pays, est victime d'une tentative de coup d'État de la part du général Godefroid Niyombare qui annonce depuis une radio privée que le président est destitué de ses fonctions et le gouvernement limogé,. Le 15 mai, après de violents combats dans le centre-ville de Bujumbura, le chef des putschistes annonce leur reddition et la présidence annonce le retour imminent du président Nkurunziza. Les jours qui suivent voient une répression sanglante de l'opposition de la part du président qui a fait des centaines de morts et plus de 240 000 réfugiés à l'extérieur du pays ,. Après plusieurs reports, l'élection présidentielle, jugée illégale et truquée par tous les observateurs de la politique burundaise, se tient finalement le 21 juillet ; le 24 juillet la commission électorale nationale indépendante proclame Nkurunziza vainqueur avec 69,41 % des suffrages.
En mai 2015, le site Africa Confidential rapporte que Nkurunziza dit être préoccupé par son club de football, a des difficultés de concentration pendant de longues périodes et croit qu'il a été choisi par Dieu pour gouverner le Burundi.
Le 30 octobre 2015, le président américain Barack Obama exprime sa volonté de suspendre le Burundi du programme AGOA en raison de plusieurs faits qui, selon lui, empêcheraient le peuple burundais de s'exprimer et qui ont « maintenu le président Nkurunziza au pouvoir ». En novembre 2016, Pierre Nkurunziza félicite Donald Trump à la suite de la victoire inattendue de celui-ci face à Hillary Clinton à l'élection présidentielle américaine de 2016.
Le 12 mai 2017, un avant-projet de révision de la constitution du Burundi est annoncé. Le projet final est annoncé le 25 octobre 2017. Il prévoit la création d'un poste de Premier ministre, le passage d'un mandat de cinq ans à un mandat de sept ans et le passage du seuil d'adoption des lois des deux tiers à la majorité absolue. Le nombre de mandats consécutifs qu'un président peut effectuer est toujours de deux, mais du fait de la modification de la constitution, Nkurunziza pourra effectuer deux nouveaux mandats consécutifs de sept ans au terme de son troisième mandat de cinq ans. Cela lui offre la possibilité de rester au pouvoir jusqu'en 2034. Les quotas ethniques issus de l'accord d'Arusha sont aussi modifiés,. De fait, l'accord d'Arusha est abrogé.
Pentecôtiste depuis la guerre civile, la ferveur religieuse de Nkurunziza s'accroit. En mars 2018, il met en place une retraite religieuse avec prières de trois jours chaque année pour les membres du CNDD-FDD. Il est aussi nommé « guide suprême éternel » du CNDD-FDD,.
Avec son soutien et celui de sa femme, l'Église du Rocher, une église évangélique, se développe dans le pays et dissémine une idéologie religieuse évangélique mélangée avec des concepts religieux traditionnels régionaux (comme l'imana). Cette idéologie soutient aussi que Nkurunziza est le président choisi par Dieu. Et s'il est choisi par Dieu, seul Dieu peut le faire partir et non les élections. De plus, cette légitimation divine place les opposants dans une situation encore plus compliquée puisqu'ils sont perçus comme critiquant le choix divin et donc commettent un sacrilège. L'Église du Rocher devient un cercle où la plupart des élites se retrouvent. La place de l'Église dans l'État et la ferveur religieuse du couple présidentiel sont décrites comme les signes d'une « dérive quasi-sectaire »,.
Lors de la campagne électorale pour le référendum de 2018, le pouvoir burundais fait arrêter des opposants. Le référendum constitutionnel a lieu le 17 mai 2018. Au terme d'une campagne où les opposants sont traqués, menacés, arrêtés voire tués et certains médias fermés, les modifications constitutionnelles sont approuvées à 73,3 % avec une participation de 96 %. L'opposition conteste les résultats,,. Le 7 juin 2018, il annonce qu'il ne brigue pas de quatrième mandat, et qu'il soutiendrait en 2020 le futur président élu. Certains journalistes soupçonnent Nkurunziza de vouloir rétablir la monarchie (la constitution permet de rétablir la monarchie après un référendum) et de devenir roi. Il réitère son annonce en décembre 2018, affirmant que sa décision est définitive, et qu'elle ne changera pas, même si ses partisans lui demanderaient de le faire. En effet, le parti au pouvoir a décidé de ne pas le présenter au prochain scrutin, du fait de l'isolement régional et international dont le pays faisait l'objet depuis 2015.
Le 26 janvier 2020, le CNDD-FDD choisit Évariste Ndayishimiye comme candidat à l'élection présidentielle de 2020 pour succéder à Nkurunziza. Il est ainsi préféré par les généraux à Pascal Nyabenda, qui avait les faveurs de Nkurunziza. Du fait de la répression exercée à l'encontre de l'opposition, Ndayishimiye apparait comme le grand favori du scrutin. Il est cependant considéré comme plus modéré que le président sortant.

#### Pandémie de Covid-19, mort et succession
Le gouvernement burundais maintient le scrutin présidentiel malgré la progression de la pandémie de Covid-19, qui contraint beaucoup  d'autres pays à reporter les leurs. Le premier vice-président, Gaston Sindimwo, qualifie les partisans d'un report d'« ennemis de la démocratie », affirmant que la pandémie n’empêchera pas les élections car les Burundais sont « un peuple béni par Dieu ». Les observateurs étrangers seront de fait dans l'incapacité de contrôler le scrutin, dans la mesure où le régime leur impose une quarantaine à leur arrivée sur le sol burundais.
Ndayishimiye est élu le 20 mai avec 68,72 % des voix. Nkurunziza a été par anticipation nommé « Guide suprême du patriotisme » et garde par cette fonction une importante influence sur le pouvoir politique du pays. La passation de pouvoir — la première à avoir lieu entre deux présidents élus depuis l'indépendance du Burundi en 1962 — est alors prévue pour le 20 août.

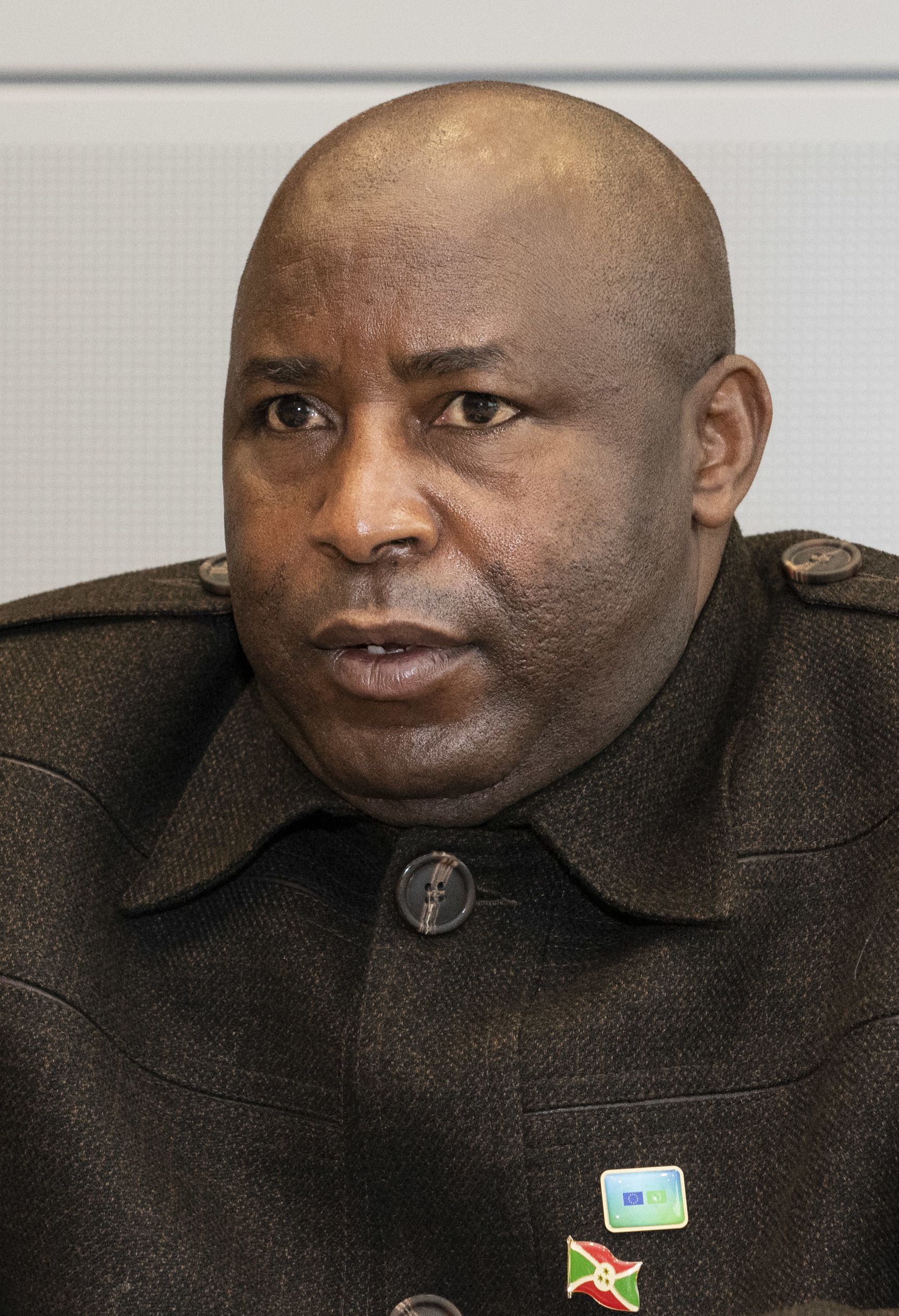
Évariste Ndayishimiye, le successeur de Nkurunziza.

Le 30 mai, l’épouse de Pierre Nkurunziza est évacuée vers le Kenya pour des raisons médicales après avoir été infectée par la Covid-19, alors que la présidence évoque un « ulcère »,.
Le 9 juin 2020, le gouvernement annonce la mort de Pierre Nkurunziza, survenue la veille à l’hôpital du Cinquantenaire Natwe Turashoboye de Karuzi à la suite d'un « arrêt cardiaque », donc peu de temps avant la passation de pouvoirs présidentiels, prévue en août. Un deuil national de sept jours est décrété à partir du 9 juin. Le communiqué de l’exécutif indique que son arrêt cardiaque serait consécutif à un malaise survenu le 6 juin. Pourtant, la veille, des sources gouvernementales avaient démenti les rumeurs sur l’état de santé du chef de l’État, visiblement atteint de la Covid-19,. Une source médicale affirme que celui-ci se trouvait, à l'instar de son épouse, en « détresse respiratoire » mais que l'hôpital n'était pas équipé pour l'accueillir. Ces soupçons amènent de nombreux observateurs à avancer l'hypothèse d'une contagion responsable de son décès, que le gouvernement chercherait à cacher en raison de sa négation de la pandémie au cours des mois précédents,.
Le gouvernement et l’opposition sont en désaccord quant à sa succession. Alors que l’exécutif planche sur une investiture anticipée de Ndayishimiye, l'opposition exige, en s'appuyant sur la Constitution du Burundi, que le président de l'Assemblée nationale, Pascal Nyabenda, assure l'intérim et convoque un nouveau scrutin,. Le 12 juin, la Cour constitutionnelle du Burundi estime qu'une période d'intérim n'est pas nécessaire, et ordonne d'investir « le plus rapidement possible » Évariste Ndayishimiye. Il s'agit dans les faits d'une décision prise par un comité de crise composé de généraux et de membres du parti au pouvoir,. L'investiture a lieu le 18 juin.
Ses obsèques ont lieu le 26 juin à Karusi. Après avoir eu droit aux honneurs militaires au milieu du stade de la ville, il est inhumé à Gitega.

### Vie privée
Il est devenu pentecôtiste lors de la guerre civile de 1993 à 2003 pendant laquelle il fait une nouvelle naissance. Il est membre de l’Église du Rocher où sa femme est pasteure,. Nkurunziza organise aussi des prêches avec sa femme devant les Burundais.

## Distinction
- Docteur honoris causa de l'université latine de théologie de Californie[66].